# Nicolai Brøchner
Nicolai Brøchner Nielsen (4 de juliol de 1993) és un ciclista danès professional des del 2012 i actualment a l'equip Riwal Readynez Cycling Team.

## Palmarès
- 2014
  - Vencedor d'una etapa al Tour de Gila
- 2015
  - 1r a la Scandinavian Race Uppsala
- 2016
  - Vencedor de 2 etapes a l'An Post Rás
- 2017
  - 1r a la Himmerland Rundt
  - 1r al Tour d'Overijssel
  - 1r a la Scandinavian Race Uppsala
  - Vencedor d'una etapa a l'An Post Rás
- 2019
  - Vencedor d'una etapa al Tour de Normandia